# Albert Gille
Carl Albert Gille, född 29 augusti 1870 i Morkarla, Uppsala län, död 24 juli 1928 i Uppsala, var en svensk militärmusiker, kompositör och orkesterledare. 

## Biografi
Albert Gille anställdes 1881, redan som 11-åring, som musiker vid Upplands regemente, som esskornettist. Han spelade även trumpet. Han noterades för sin musikaliska begåvning och tjänstgjorde hela sitt yrkesliv som musiker vid regementets musikkår. År 1889 avancerade han till musiksergeant vid regementet, och 1899 till musikfanjunkare. År 1920 gick han över till reserven. 
Utöver sitt arbete vid regementet var Gille verksam i Uppsalas civila orkesterliv, i universitets symfoniorkester, Kungliga Akademiska Kapellet, samt som dirigent och orkesterledare för Södermanland-Nerikes nations blåsorkester, Hornboskapen. Många av Albert Gilles arrangemang spelas fortfarande av Hornboskapen och han ses som en viktig person som präglat studentorkestern. Varje år delas vid Södermanland-Nerikes nation ett stipendium ut till Albert Gilles minne.   
Albert Gille avled 1928 i Uppsala.  

## Verk (urval)
- För hem och härd (marsch)
- Folke Filbyter (marsch)
- Demonstrationsmarsch
- Honnörsmarsch
- Hälsning till Karlsborg